# 폰토스 그리스어 위키백과

폰토스 그리스어 위키백과는 폰토스 그리스어로 운영되는 위키백과 언어판이다. 2008년 4월 18일에 시작되었다. 기호는 pnt이다.